# Emmochliophis miops
Emmochliophis miops is een slangensoort uit de familie toornslangachtigen (Colubridae) en de onderfamilie Dipsadinae.

## Naam en indeling
De wetenschappelijke naam van de soort werd voor het eerst voorgesteld door George Albert Boulenger in 1898 als Synophis miops. Hij beschreef de soort aan de hand van een specimen afkomstig uit de provincie Imbabura in Ecuador. De soort is enkel bekend van dit holotype dat zich bevindt in het Natural History Museum in Londen; er zijn nadien geen andere specimens meer verzameld van deze soort.
David M. Hillis heeft in 1990 Synophis miops naar het geslacht Emmochliophis verplaatst en aangeduid als Emmochliophis miops, omwille van diverse synapomorfieën tussen Synophis miops en Emmochliophis fugleri.
In 1998 publiceerde Christopher A. Sheil een nieuwe, uitgebreide beschrijving van de soort.

## Verspreiding en habitat
De slang komt voor in delen van Zuid-Amerika en leeft in de landen Ecuador en Colombia. De habitat bestaat uit vochtige tropische en subtropische laaglandbossen. De soort is aangetroffen op een hoogte van ongeveer 780 meter boven zeeniveau.

## Beschermingsstatus
Door de internationale natuurbeschermingsorganisatie IUCN is de beschermingsstatus 'ernstig bedreigd' toegewezen (Critically Endangered of CR).